# رابرت برگر
رابرت برگر (انگلیسی: Robert Berger؛ زادهٔ ۹ فوریهٔ ۱۹۳۴) تهیه‌کننده فیلم اهل ایالات متحده آمریکا است.
از فیلم‌ها یا مجموعه‌های تلویزیونی که وی در آن‌ها نقش داشته است، می‌توان به هولوکاست و مورو اشاره نمود.